# چز چندلر
برایان جیمز «چز» چندلر (به انگلیسی: Chas Chandler) (زاده ۱۸ دسامبر ۱۹۳۸ - درگذشت در ۱۷ ژوئیه ۱۹۹۶) موسیقی‌دان، تهیه‌کننده موسیقی و منیجر اهل انگلستان بود. او بیشتر به عنوان نوازنده گیتار بیس گروه موسیقی انیملز و همین‌طور به عنوان منیجر جیمی هندریکس و اسلید شناخته می‌شود. چندلر در کنار دیگر اعضای اولیه گروه موسیقی انیمالز، در نزدیکی Newcastle upon Tyne بزرگ شد که در ابتدا در کنار اعضای این گروه بود که موفقیت تجاری بدست آورد و نظر منتقدین را به خود جلب کرد. در سال ۱۹۶۶ او از گروه دلسرد شد و تصمیم به ترک گروه و تغییر دادن شغل گرفت و تا سال ۱۹۶۸ در تهیه آثار جیمی هندریکس همکاری می‌کرد. سپس منیجر Slade شد که در دهه ۱۹۷۰ میلادی در بریتانیا با آنها به موفقیت تجاری دست یافت. او بعدها دو بار در کنار دیگر اعضای گروه انیمالز گرد هم آمدند. تا زمان درگذشت چندلر در سال ۱۹۶۶، مطبوعات مرتباً با او در مورد هندریکس به مصاحبه می‌پرداختند.